# All Night (canção de Steve Aoki e Lauren Jauregui)
"All Night" é uma canção do DJ americano Steve Aoki e da cantora e compositora americana Lauren Jauregui, lançada em 17 de novembro de 2017 pela Ultra Records. Foi escrita por Mike Gazzo, Michelle Buzz, Jauregui, Aoki, Justin Gammella, com a produção gerenciada por Gazzo e Aoki. O single ficou em nono lugar na Billboard Dance/Electronic Songs. O videoclipe da canção estreou em janeiro de 2018, e em março do mesmo ano, um EP foi lançado contando com três remixes de Aoki, Alan Walker e Garmiani.

## Composição
Musicalmente, "All Night" é uma música EDM, com letra sobre como encontrar alguém especial. Kate Bain, da Billboard, disse que "All Night" mostra Aoki retornando aos "grooves de electro house" de luz brilhante, após a produção influenciada pelo hip-hop em seu Kolony LP.  Apresentado por seus empresários, Aoki tocou diferentes faixas para Jauregui e eles trocaram ideias. Lauren disse que havia concordado em uma faixa inacabada com um "lado delicado" que ela retrabalhou, reescrevendo a letra, mudando melodias, adicionando uma ponte e criando as harmonias. Ela também produziu os vocais da faixa.

## Videoclipe
O videoclipe da música foi lançado em 8 de janeiro de 2018, e mostra Jauregui perseguindo um amante em uma boate e Aoki como DJ na mesma boate. O videoclipe estreou no BuzzFeed antes de ser lançado no YouTube. A Billboard chamou o vídeo de "vaporoso" e "muito viajado".

## Faixas e formato
| Single |             |         |  |
| N.º    | Título      | Duração |  |
| 1.     | "All Night" | 3:25    |  |

| Remix |                                           |         |  |
| N.º   | Título                                    | Duração |  |
| 1.    | "All Night" (Alan Walker Remix)           | 3:14    |  |
| 2.    | "All Night" (Steve Aoki Remix)            | 4:06    |  |
| 3.    | "All Night" (Garmiani's Shine Good Remix) | 2:51    |  |

## Gráficos

### Gráficos semanais
| Gráfico (2017–2018)                        | Posição de pico |
| ------------------------------------------ | --------------- |
| EUA Digital Song Sales (Billboard)         | 36              |
| EUA Hot Dance/Electronic Songs (Billboard) | 9               |
| França (SNEP)                              | 197             |
| Eslováquia (Rádio Top 100)                 | 83              |

### Gráficos de final de ano
| Gráfico (2018)                             | Posição |
| ------------------------------------------ | ------- |
| EUA Hot Dance/Electronic Songs (Billboard) | 66      |